# عباد الشمس (رواية)
عباد الشمس هي رواية للكاتبة سحر خليفة صدرت عام 1980، وأعادت دار الأداب طباعتها عام 1987، وعام 2008، تقع في 279 صفحة، وهي الجزء الثاني من رواية الصبار. تتناول الرواية عدة مواضيع عن الحياة في فلسطين وخصوصاُ في مدينة نابلس وتؤكد ضرورة الثبات بالأرض وعدم تركها. كما ترفض مقولة أن النساء ضعيفات، فتنخرط في المقاومة، وتصبح مشاركة المرأة في تغيير واقعها الاجتماعي جزءاً لا يتجزأ من مقاومة الاحتلال في الأراضي الفلسطينية.

## ملخص الرواية
سعدية أرملة فقدت زوجها زهدي في وقت مبكر، تحملت مسؤولية تربية أبنائها بمفردها لتوفير متطلبات الحياة الأساسية لأطفالهم، فتظل سعدية المرأة البسيطة تواصل العمل في خياطة الملابس وتنقلها إلى تل أبيب لبيعها، وتطمح بمغادرة الحي الذي يعج بالفضول والنميمة، تتوازى قصة سعدية مع قضايا أخرى مثل حرية المرأة التي تمثلها الصحفية رفيف والتي تدافع عن ضروروة إحترام رأي المرأة وإرادتها، من جهة أخرى نجد افكاراً متطرفة عبر شخصية ابو العز ابن العائلة الثرية من نابلس في مواجهة الفكر الإسلامي التقليدي الذي يجسده الأستاذ بديع المصحح اللغوي في المجلة التي يديرها الأستاذ عطا الله .